# 羽黒町路線バス

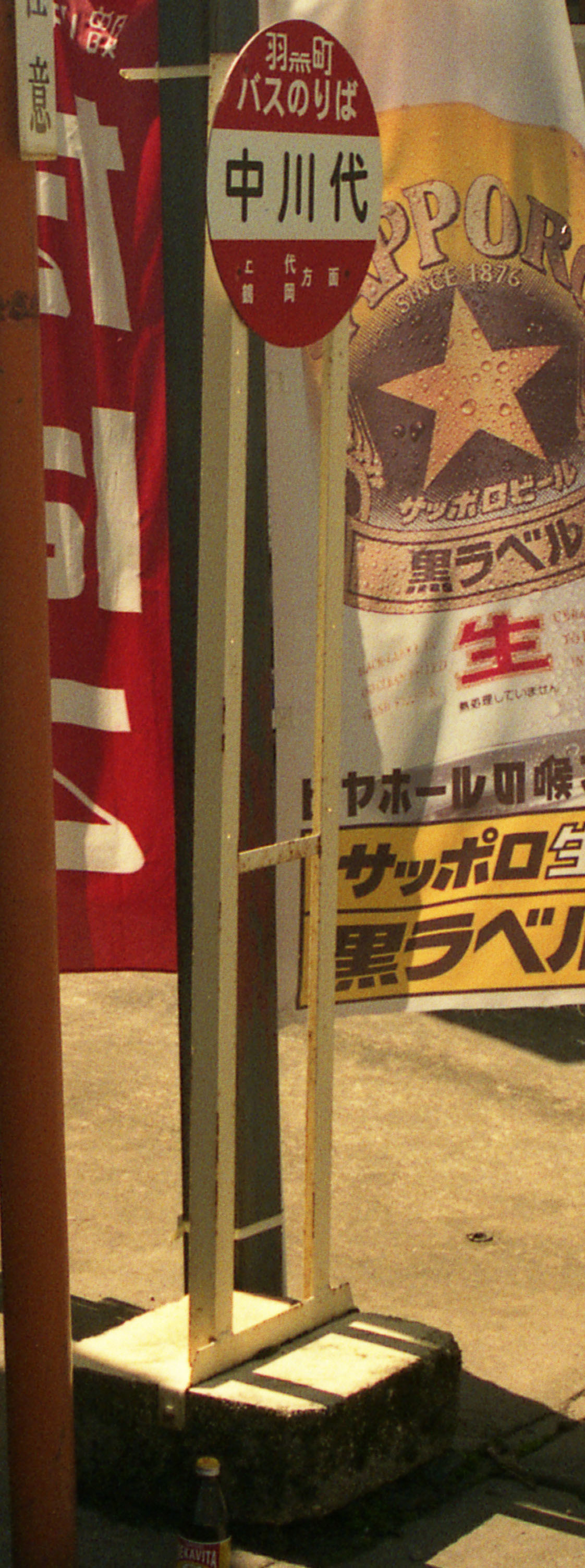
羽黒町営バス当時のバス停

羽黒町路線バス（はぐろまちろせんバス）は、山形県鶴岡市羽黒地域にて運行している廃止代替バスである。
合併前の羽黒町当時から、運行されている。

## 沿革
- 1983年4月 - 上川代線（鶴岡駅 - 下十文字 - 上川代）の1路線にて運行開始。
  - 当時は、車庫が下十文字近く（役場近く）にあった関係で、1路線にもかかわらず以下のような循環形態の運行ダイヤになっていた。
    - 南回り：下十文字 - 上川代 - 下十文字 - 鶴岡駅 - 下十文字　　北回り：下十文字 - 鶴岡駅 - 下十文字 - 上川代 - 下十文字

  - 運休日は日曜、祝日、年末年始（12/31～1/3）だった。
  - 一般には「羽黒町営バス」と呼ばれていた。庄内交通発行の同社バス時刻表（冊子型）に時刻が掲載されていたが、そこにも羽黒町営バスと記載されていた。
- 2005年10月1日 - 羽黒町の鶴岡市への合併により、鶴岡市に引き継がれる。
- 2006年9月30日 - 当日限りで庄内交通湯野沢今野線（湯の沢 - 鶴岡駅前 - 今野橋）廃止。
- 2007年10月1日 - 今野線運行開始。上川代小増川線は今野線と交互の隔日運行に変更。

## 概要
- 料金は10円単位の区間制で、小人（小学生以下）は半額（10円未満端数切り上げ）。1歳未満、及び大人同伴の幼児（1歳以上）の2人を超えない分は無料。
- 祝日、年末年始（12/31～1/3）は運休。
- 運行形態は、自家用自動車（白ナンバー車）による有償運送である。

## 路線
以下の路線がある。
上川代、小増川線　
- 荘内病院 - 鶴岡駅 - 幕の内 - 小増川 - 町屋 - 下十文字 - 下川代 - 上川代
  - 月曜、水曜、金曜のみの運行。

今野線
- 鶴岡駅 - 荘内病院 - 松尾公民館 - ゆぽか - 上野新田神社前 - 今野

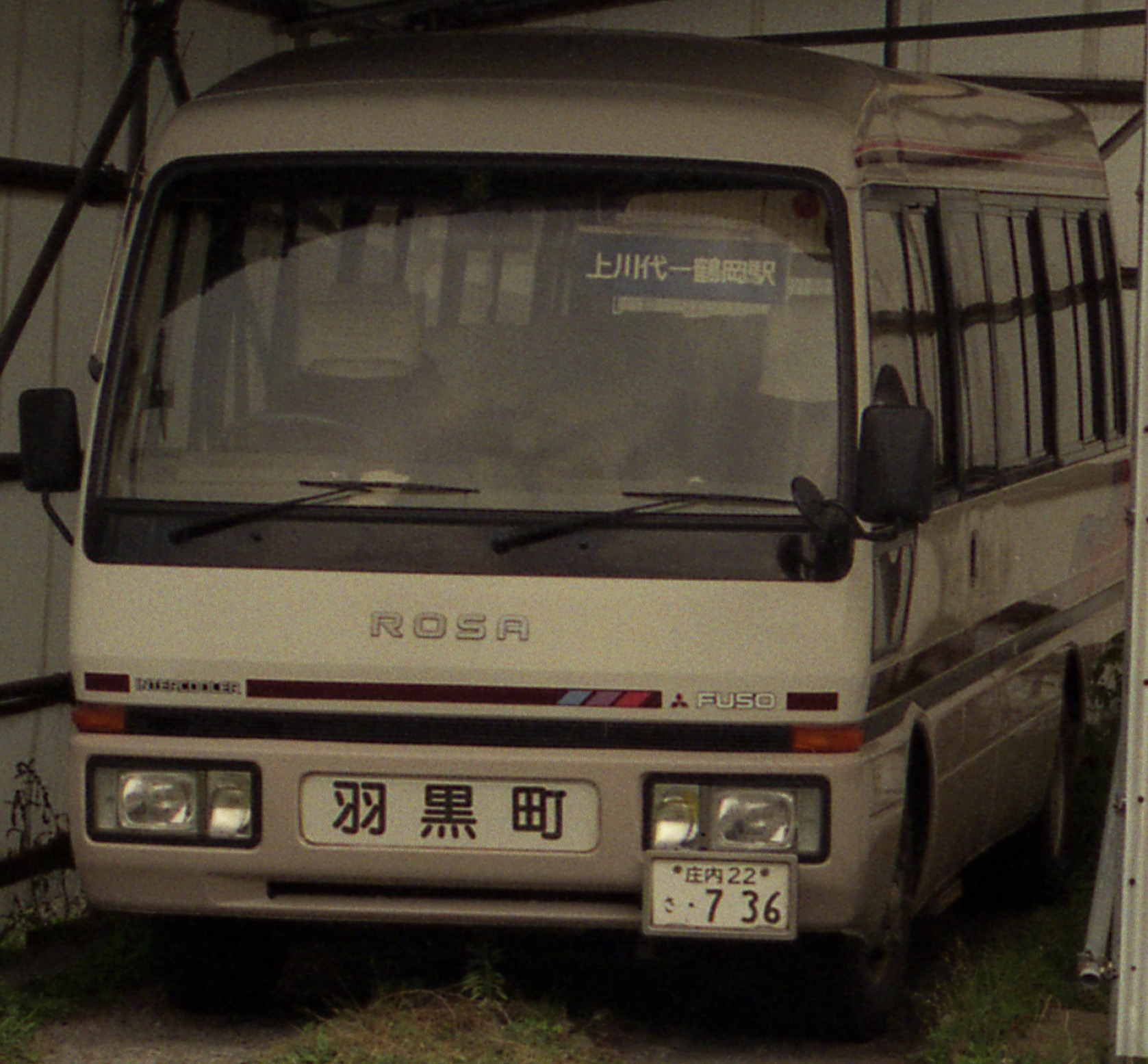
羽黒町営バス当時の車両

  - 火曜、木曜、土曜のみの運行。